# Алдешти (Арад)
Алдешти (рум. Aldești) насеље је у Румунији у округу Арад у општини Барса. Oпштина се налази на надморској висини од 138 m.

## Становништво
Према подацима из 2002. године у насељу је живело 548 становника, од којих су сви румунске националности.